# Білогорівська селищна рада
| Білогорівська селищна рада — орган місцевого самоврядування у Попаснянському районі Луганської області з адміністративним центром у смт Білогорівка. Історична дата утворення: в 1958 році. Водоймища на території, підпорядкованій даній раді: річка Сіверський Донець. Селищній раді підпорядковані населені пункти: - смт Білогорівка - с. Верхньокам'янка - с. Золотарівка - с. Шипилівка |

## Склад ради
Рада складається з 16 депутатів та голови.

### Керівний склад ради
| ПІБ                       | Основні відомості                                                        | Дата обрання | Дата звільнення |
| ------------------------- | ------------------------------------------------------------------------ | ------------ | --------------- |
| Юрганова Наталія Іванівна | Селищний голова, 1956 року народження, освіта, член Партії регіонів      | 26.03.2006   | 31.10.2010      |
| Юрганова Наталія Іванівна | Селищний голова, 1956 року народження, освіта вища, член Партії регіонів | 31.10.2010   |                 |

Примітка: таблиця складена за даними джерела